# Maximilian Victor Odenius

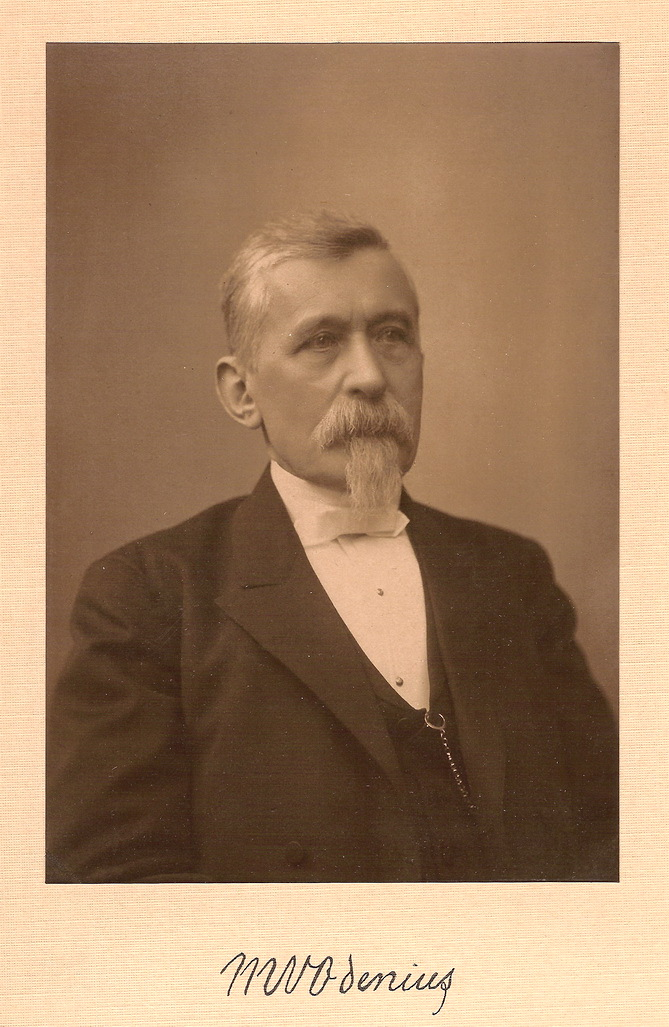
M. V. Odenius (1853–1913), mit Unterschrift

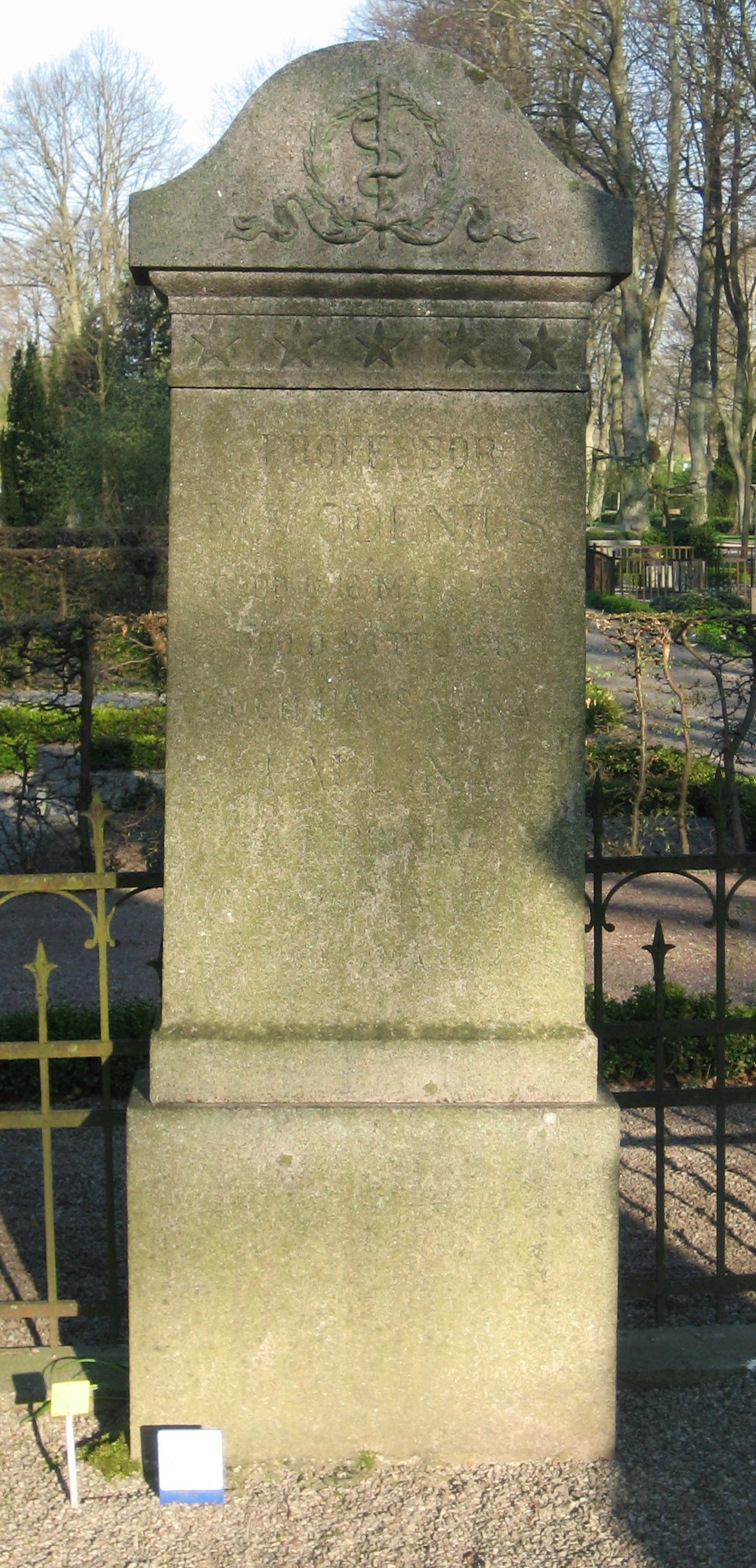
Odenius’ Grab auf dem Norra kyrkogården in Lund

Maximilian Victor Odenius (* 16. März 1828 in Göteborg; † 29. Dezember 1913 in Lund) war ein schwedischer Mediziner.

## Leben
Odenius begann sein Studium an der Universität Lund 1845. Dort legte er sein Examen als filosofie doktor 1853 ab, 1859 das medizinische Lizentiat-Examen. 1861 wurde er Doktor der Medizin. Bereits seit 1860 war er als Adjunkt und Prosektor in der Anatomie tätig. Von 1875 bis 1897 war Odenius Professor für Theoretische- sowie Rechtsmedizin an der Universität Lund.
Odenius wurde 1861 Mitglied der Königlichen Physiographischen Gesellschaft in Lund, der Königlich Schwedischen Akademie der Wissenschaften 1875, der Kungliga Vetenskaps- och Vitterhetssamhället i Göteborg 1890 sowie der Königlichen Gesellschaft der Wissenschaften in Uppsala 1896. Für seine 1906 herausgegebene Übersetzung von Celsus’ åtta böcker om läkekonsten (Celsus' acht Bücher der Heilkunst) wurde Odenius 1907 der Letterstedt’sche Preis der Königlich Schwedischen Akademie der Wissenschaften zuerkannt.
Odenius liegt auf dem Norra kyrkogården in Lund begraben.

## Veröffentlichungen (Auswahl)
- Salivkörtlarnes anatomi hos menniskan (1860)
- Über die Gestalt des häutigen Labyrinthes beim erwachsenen Menschen (in „Archive für Ohrenheilkunde“, 1864)
- Om morrhårens anatomiska byggnad (in „Lunds universitets årsskrift“, 1865)
- Bidrag till örats pathologiska anatomi (in „Medicinskt archiv“, 1866)
- Om vestibularsäckarnes form och läge i menniskans öra (in „Lunds universitets årsskrift“, 1866)
- Über das Epithel der maculæ acusticæ beim Menschen (in „Archive für mikroskopische Anatomie“, 1867)
- Undersökningar öfver de sensibla muskelnerverna (in Nordiskt Medicinskt Arkiv 1872),
- Svulstkasuistik (ibid., 1873)
- Om cancercellernas infektionsförmåga (ibid., 1881)
- Den nya patologiskt anatomiska institutionen vid Lunds universitet (ibid., 1890)
- Über das Verhalten der Lymphzellen bei der Amyloiddegeneration (ibid., 1894)
- Über intravitale Erweichung und Höhlenbildung in den Nebennieren (ibid., 1895)
- Zur pathologischen Anatomie der lymphatischen Makroglossie (ibid., 1896)